# André Delvaux
André Albert Auguste Delvaux (Oud-Heverlee, 21 de març de 1926 – València, 4 d'octubre de 2002) va ser un director de cinema belga. Va ser cofundador de l'Institut national supérieur des arts du spectacle et des techniques de diffusion (INSAS) el 1962 i és considerat el fundador del cinema nacional belga. Adaptant les obres d'escriptors com Johan Daisne, Julien Gracq i Marguerite Yourcenar, va rebre el reconeixement internacional per la realització de pel·lícules de realisme màgic.
Delvaux va rebre el premi Louis Delluc per Rendezvous à Bray (1971) i el premi André Cavens per Een vrouw tussen hond en wolf (1979) i L'Oeuvre au noir (1988). L'Acadèmia André Delvaux duu el seu nom i va rebre pòstumament el primer Premi Magritte el 2011.

## Biografia
André Delvaux va estudiar piano al Conservatori reial de Brussel·les i va treballar com a pianista de cinema mut a la cinemateca belga des dels 20 anys d'edat. Va estudiar Dret, es va llicenciar en Filologia Alemanya a la Universitat Lliure de Brussel·les i va treballar com a professor.
La carrera cinematogràfica de Delvaux va iniciar-se el 1954 quan va començar a fer documentals per a la Radio-Télévision belge de la Communauté française sobre directors de cinema, entre ells, una sèrie de quatre parts sobre Federico Fellini el 1960.
El seu primer llargmetratge, De man die zijn haar kort liet knippen (1965), es basa en la novel·la homònima de Johan Daisne. La seva segona pel·lícula, Un soir, un train (1968) comparteix diversos elements amb la pel·lícula anterior: un professor incòmode, un final tràgic i un conflicte entre l'amor i la mort. Rendezvous à Bray (1971), basada en la novel·la King Cophetua de Julien Gracq, està ambientada durant la Primera Guerra Mundial i posa un gran èmfasi en l'atmosfera. La pel·lícula és protagonitzada per Mathieu Carrière, Bulle Ogier i Anna Karina, i va esdevenir un punt d'inflexió en la carrera de Delvaux perquè l'èxit de crítica li va permetre triar els seus temes amb més llibertat.
Belle (1973) tracta d'una aventura amb una amant que pot ser o no imaginària. Een vrouw tussen hond en wolf (1979), ambientada a la Flandes ocupada pels alemanys durant la Segona Guerra Mundial, és una de les pel·lícules més realistes de Delvaux a partir del dilema d'una dona que es troba dividida entre la Resistència belga i el seu marit col·laboracionista. La pictòrica Benvenuta (1983), basada en el llibre de Suzanne Lilar La Confession anonyme, juga amb la realitat i la imaginació a través d'una història sobre un guionista que adapta una novel·la al cinema. El darrer llargmetratge de Delvaux va ser el seu projecte més gran, L'Oeuvre au noir (1988). La pel·lícula és un drama episòdic ambientat a l'Europa del segle XVI i basat en un llibre de Marguerite Yourcenar. Com Belle i Een vrouw tussen hond en wolf abans, L'Oeuvre au noir va competir al Festival Internacional de Cinema de Canes. El darrer curtmetratge de Delvaux, 1001 films, es va projectar en una sessió especial al 42è Festival Internacional de Cinema de Canes.

## Estil cinematogràfic
Des de De man die zijn haar kort liet knippen (1965), Delvaux es va associar amb realisme màgic i va ser conegut per les seves representacions dels somnis i la realitat. Alineant-se amb una tradició que implicava pintors com Hieronymus Bosch, René Magritte i Paul Delvaux, va proclamar i expressar una «belgititud» connectada amb el realisme màgic. L'afirmació de Delvaux d'una identitat belga distintiva, separada del cinema francès, li va donar l'estatus de fundador de la indústria cinematogràfica nacional del país. Les imatges d'algunes de les seves pel·lícules tenen influències del surrealisme, que es diferencia del realisme màgic deliberadament construït perquè es basa en el fetitxisme i l'automatisme freudià. En la seva aplicació d'aquestes tendències, Delvaux estava més a prop de Magritte i Julien Gracq que d'André Breton o Luis Buñuel. Dos col·laboradors importants seus van ser el director de fotografia Ghislain Cloquet, que va treballar en els quatre primers llargmetratges de Delvaux, i el compositor Frédéric Devreese, que hi va col·laborar al llarg de tota la seva carrera.